# Нисга
Нисга'а е автохтонен индиански народ, населяващ долината на река Нас в Британска Колумбия, Канада.
Нисга'а се делят на 4 племена – Ганхада, Гиспвудвада, Лакшгибуу и Лакшсгиик. Езикът им принадлежи към групата на цимшианските езици, говорени от ограничен кръг хора в Британска Колумбия. Самите Нисга'а говорят предимно английски, и малка част (около 700) говорят родния си език. Битът и обичаите им са близки до тези на останалите индианци в Канада, макар и да има няколко съществени разлики. Нисга'а се хранят предимно с морска или речна храна (миди, водорасли, китове, тюлени, риба) и по-рядко ловят птици и мармоти. Рибеното масло и китовата мас са важни за бита, и в миналото са се използвали като разменна единица.
Домовете на нисга'а са с правоъгълна форма и направени от кедрови дъски, с особеността, че вратите винаги са обърнати на изток и върху тях е изобразен семейният символ. В един такъв дом живеят 3 до 4 семейства. Украшенията по стените включват най-често маски и одеяла. В миналото нисга'а са носили малко или никакви дрехи през лятото. И мъжете, и жените са носили гривни. Календарът им е относително прост, и се отбелязва с различни събития, свързани с изнамирането на храна.
Днес те наброяват около 5500 – 6000 души. От тях близо 2500 живеят в долината на река Нас, а останалите живеят в различни части на Канада и света. Това са 4 села, които са традиционна територия на нисга'а, както и градовете Теръс, Принц Рупърт, Порт Едуард и Ванкувър.